# 小行星25515
小行星25515（25515 Briancarey）是一颗绕太阳运转的小行星，为主小行星带小行星。该小行星于1999年12月19日发现。

## 轨道参数
小行星25515的轨道半长轴为346 521 307 km，2.3163189 UA，离心率为0.066。